# Úherce (Ústí nad Labem)
Úherce é uma comuna checa localizada na região de Ústí nad Labem, distrito de Louny.